# کارل کوتر (زاده ۱۹۰۵)
کارل کوتر (انگلیسی: Karl Köther; ۲۷ مهٔ ۱۹۰۵ – ۲۷ ژانویهٔ ۱۹۸۶) دوچرخه‌سوار اهل آلمان بود.
وی در مسابقات کشوری و بین‌المللی در مجموع برندهٔ ۱ مدال برنز شده‌است.